# Сенкевич, Юрий Александрович
Ю́рий Алекса́ндрович Сенке́вич (4 марта 1937, Баян-Тумен — 25 сентября 2003, Москва) — советский и российский учёный-медик, путешественник, писатель, телеведущий, тележурналист, телепродюсер, кандидат медицинских наук и полковник медицинской службы. Лауреат Государственной премии СССР, академик Российской телевизионной академии, президент Ассоциации путешественников России, ведущий старейшей телепередачи советского и российского телевидения — «Клуб путешественников».
Впервые о Юрии Сенкевиче заговорили в 1969 году, когда Тур Хейердал объявил состав новой экспедиции. Тридцатидвухлетний Юрий Сенкевич был приглашён в его команду в качестве врача. Хейердал остановил выбор на нём, потому что темой исследований Сенкевича было поведение человека в экстремальных условиях — Юрий работал в институте медико-биологических проблем, а в 1966—1967 гг. зимовал в Антарктиде.

## Биография
Родился 4 марта 1937 года в городе Баян-Тумене в Монголии.
В 1954 году окончил среднюю школу № 107 в Ленинграде, где учился вместе с будущим композитором Станиславом Пожлаковым.
В 1960 году окончил Военно-медицинскую академию им. С. М. Кирова в Ленинграде и назначен на должность начальника медицинского пункта войсковой части 93762 города Бологое-4 (ныне ЗАТО Озерный Тверской области).
В 1962 году был переведён в Москву в Институт авиационной и космической медицины Министерства обороны СССР.
В 1963 году откомандирован в Институт медико-биологических проблем Министерства здравоохранения СССР, в котором прошёл путь от младшего научного сотрудника до начальника Учебно-тренировочного специализированного центра медико-биологической подготовки космонавтов, участвуя в подготовке и медицинском обеспечении пилотируемых космических полётов и полётов биоспутников (с животными на борту). В качестве врача-исследователя проходил подготовку для участия в космическом полёте.
1966—1967 — принимал участие в 12-й советской антарктической экспедиции на станцию «Восток». Одним из главных направлений научных исследований Ю. Сенкевича стало изучение поведения человека в экстремальных условиях. Материалы, собранные в этой экспедиции, легли в основу его кандидатской диссертации.
1969 — по приглашению известного норвежского путешественника-исследователя Тура Хейердала совершил путешествие на папирусной лодке «Ра» (1969), а затем на «Ра-2» (1970). Позже в 1977—1978 годах последовала экспедиция в Индийском океане на «Тигрисе». Обе экспедиции явились весомыми научными событиями.
1973—1982 — заведующий отделом научно-медицинской и технической информации в Институте медико-биологических проблем.
1973 — приглашён на Центральное телевидение в качестве ведущего передачи «Клуб кинопутешествий», впоследствии передача была занесена в книгу рекордов Гиннесса.
1974 — защитил кандидатскую диссертацию, присвоена учёная степень кандидата медицинских наук.
1979 — принимал участие в медицинском обеспечении экспедиции к Северному полюсу.
1980—1982 — участвовал в первой советской экспедиции на Эверест.
Результатом исследований Ю. А. Сенкевича в области космической физиологии и психологии, изучения человека в экстремальных условиях стали более 60 научных работ.
В 1990 году был избран народным депутатом Московского городского совета народных депутатов.
1997 — избран академиком Российской телевизионной академии, передача «Клуб путешественников» награждена высшей наградой Российского телевидения «ТЭФИ».
Был президентом Ассоциации путешественников России, членом Союза журналистов России, сопредседателем Фонда международной гуманитарной помощи и сотрудничества.
В 2002 году Юрий Сенкевич перенёс инфаркт (в больницу ему звонил Тур Хейердал незадолго до своей смерти).
Скончался на рабочем месте 25 сентября 2003 года в Москве на 67-м году жизни от сердечной недостаточности.
Отпевание состоялось в Успенской церкви Новодевичьего монастыря. Похоронен на Новодевичьем кладбище (10 уч.).

### Семья
Отец — Александр Осипович Сенкевич (11 августа 1905 — 27 июля 1975, место рождения — г. Киев), участник Великой Отечественной войны, зам. начальника Военно-медицинской академии им. С. М. Кирова, полковник мед. службы. Мать — Анна Куприяновна Сенкевич (Мачульская) (2 февраля 1903 — 3 марта 2000), операционная сестра этой же академии, работала в Монголии в качестве врача и медсестры.
Первая жена — Ирма Александровна Сенкевич (Помчалова), танцовщица ансамбля «Берёзка». Дочь Дарья (род. 16 апреля 1962), врач-кардиолог. Внучка Дарья Дементьева — основатель школы английского языка имени Юрия Сенкевича.
Вторая жена — Ксения Николаевна Сенкевич (Михайлова), (род. 22 апреля 1940), лингвист, старший консультант иностранной комиссии Союза театральных деятелей СССР, затем преподаватель английского языка. Приёмный сын Николай Сенкевич (род. 17 июня 1968), врач по образованию, с 2003 по 2004 гг. — генеральный директор телекомпании «НТВ».

## Фильмография
В нижеперечисленных фильмах Юрий Сенкевич снялся в качестве камео в роли самого себя.
- 1983 — Послесловие
- 1986 — Выше Радуги
- 1987 — Остров погибших кораблей
- 1989 — Моя семья (короткометражный мультфильм)
- 1991 — Люми

## Награды
- Орден «За заслуги перед Отечеством» IV степени (6 мая 2000) — за заслуги перед государством, активную исследовательскую и просветительскую деятельность[13]
- Орден Дружбы народов (1979)
- Орден «Знак Почёта» (1982)
- Офицер ордена Алауитского Трона (Марокко)
- Орден «За заслуги» (Египет)
- Медали
- Государственная премия СССР — за исследования в Антарктиде
- Лауреат премии «Российский национальный Олимп» (2002)

## Память
- 17 марта 2014 года в честь Юрия Сенкевича назван новый самолёт А-320 авиакомпании «Аэрофлот»[14].
- У советско-российской панк-группы «Бригадный Подряд» Юрию Александровичу посвящена песня, которая так и называется «Сенкевич».
- Также российская рок-группа «Радиопомехи» выпустила песню, которая посвящена академику и названа в честь его фамилии.
- Существует песня «Юрий Сенкевич», написанная поэтом и музыкантом В. П. Р. (Роман Семёнов).
- В 2019 году у группы «Радиопомехи» вышла песня «Сенкевич» как завершение альбома «Юность». Автор песни — Сергей Рудаков (Муравей).
- Судоходная компания «Совкомфлот» назвала в честь известного советского путешественника и исследователя океанский танкер усиленного ледового класса общей грузоподъёмностью (дедвейтом) 100 тыс. тонн (в два раза больше «Титаника») — «Юрий Сенкевич».
- Распоряжением Правительства Москвы от 5 июля 2010 года № 1390-РП имя Ю. А. Сенкевича было присвоено ГАОУ ВПО МГИИТ. С этого времени институт именуется «Государственное автономное образовательное учреждение высшего профессионального образования города Москвы „Московский государственный институт индустрии туризма имени Ю. А. Сенкевича“».
- В 2002 году в Омске был открыт ресторан «Сенкевич». Одна из внутренних стен ресторана украшена картой, изготовленной из слоновой кожи, на которой изображён маршрут экспедиции на лодке «Ра-2»[15].
- Золотая медаль Русского географического общества носит имя Ю. А. Сенкевича.
- Именем Сенкевича названы бульвар в Москве и сквер[16] в Санкт-Петербурге.
- Московский государственный институт индустрии туризма имени Ю. А. Сенкевича регулярно проводит «Сенкевичские чтения» (в 2018 году проводились в 6-й раз).
- 24 июня 2002 года в честь Ю. А. Сенкевича назван астероид 7980 Senkevich, открытый в 1978 году астрономом Н. С. Черных.
- В честь Юрия Александровича Сенкевича в 2023 году был назван паразитический клещ Spinturnix senkevitchi, обнаруженный в Монголии на летучей мыши Hypsugo alaschanicus (Chiroptera: Vespertilionidae) и описанный в 2023 году М. В. Орловой и Н. В. Анисимовым (коллектор — В. С. Лебедев)[17].

### Музей
4 марта 2009 года в Москве на Селезнёвской улице, 11а, строение 3 был открыт кабинет-музей Юрия Сенкевича. В нём не только собраны личные вещи и фотографии знаменитого путешественника и учёного, но и представлена экспозиция по истории освоения Арктики, Антарктиды и Мирового океана.